# Žarkasti likoris
Žarkasti likoris, lat. Lycoris radiata, je rastlina, ki spada v družino narcisovk (lat. Amaryllidaceae), poddružina Amaryllidoideae. Prvotno izvira iz Kitajske, Koreje in Nepala, a je nato bil uveden in močno populariziran na Japonskem in od tam v ZDA in drugod. Velja za naturalizirano vrsto na Sejšelih in otočju Rjukju. Cveti pozno poleti ali jeseni, pogosto po obilnih padavinah.

## Opis
Žarkasti likoris je čebulasta trajnica. Običajno cveti, preden se v celoti pojavijo listi na steblih, visokih 30–70 cm. Listi so nameščeni nasprotno z 0,5–1 cm široko bledo liso na sredini. Socvetje je kobulasto. Posamezni cvetovi so somerni, z ozkimi segmenti, ki se ukrivljajo nazaj, in dolgimi izbočenimi prašniki.

## Taksonomija
Domnevno prvotna oblika Lycoris radiata, znana kot L. radiata var. pumila, se pojavlja le na Kitajskem. Ta je diploidna, saj ima 11 parov kromosomov (2N = 22), in se lahko razmnožuje s semeni. Triploidne oblike s 33 kromosomi so znane kot L. radiata var. radiata. Te so zelo razširjene na Kitajskem in tudi na Japonskem, od koder so bile uvožene v Ameriko in drugod. Triploidne oblike so sterilne in se razmnožujejo le vegetativno preko čebulic. Japonske triploidne oblike so gensko enotne. Domneva se, da naj bi bile na Japonsko uvožene iz Kitajske skupaj z gojenjem riža.
Filogenetska analiza na podlagi kloroplastnih genov, ki so jo naredili Hori in sodelavci, je pokazala, da so vse ostale preiskovane vrste iz rodu Lycoris vgnezdene znotraj vrste Lycoris radiata. Domnevajo, da se trenutno priznane samostojne »vrste« iz rodu Lycoris v resnici medsebojno ne razlikujejo.

## Gojenje
Rastlina je bila prvič uvedena v ZDA leta 1854, ko so japonska pristanišča bila odprta za trgovanje z ZDA. Kapetan William Roberts, ki je imel rad botaniko, je s seboj prinesel le tri čebulice žarkastega likorisa. Čebulice je nato posadila njegova nečakinja, ki je ugotovila, da ne zacvetijo do prvega večjega naliva v jesenski sezoni. Rastline so postale naturalizirane v Severni Karolini, Teksasu in še veliko drugih južnih državah ZDA, medtem ko jih v Sloveniji gojijo le ljubitelji.
Žarkasti likoris ni odporen na zmrzal in se tako lahko goji le v rastlinjaku ali zelo varnem položaju v državah, kot sta Anglija in kontinentalna Slovenija, kjer se zimske temperature znižajo za več kot -5 °C. V Koprskem primorju bi žarkasti likoris načeloma mogel uspevati na prostem. Čebulice se lahko shranjujejo v suhem okolju pri 7–13 °C. Zasajene morajo biti spomladi na močno s soncem obsijano mesto z dobro dreniranimi tlemi (npr. peščena tla z nekaj gline), 20 cm globoko, 15–30 cm narazen in nemoteno. Zeli bodo zacvetele pozno poleti ali zgodaj jeseni na steblih, visokih okrog 60–70 cm. Listi poženejo šele po cvetenju in ostanejo čez zimo ter odpadejo zgodaj poleti. Cvetovi zbledijo v enem tednu od živordeče do močno rožnate barve.

## Uporaba in legende
Čebulice žarkastega likorisa so zelo strupene. Te se večinoma uporabljajo na Japonskem, in sicer kot repelent za miši in škodljivce okrog riževih polj in hiš. To je tudi razlog, zakaj danes večina primerkov raste blizu rek. Na Japonskem je žarkasti likoris oznanjevalec shūbuna, prihoda jeseni. Mnogi Budisti ga uporabljajo pri slovesnosti praznovanja prihoda jeseni na grobu enega od prednikov. Sadijo jih na grobove, saj izkazujejo poklon pokojnim. Ljudje verjamejo, da naj se žarkasti likoris, ker večinoma povezan s smrtjo, nikoli ne bi poklanjal kot šopek rož.
Ker te škrlatne cvetlice običajno cvetijo v bližini pokopališč okoli jesenskega enakonočja, so v kitajskem in japonskem prevodu svetih spisov Lotus Sutra opisane kot zlovešče rože, ki rastejo v Diyu (Peklu) in vodijo mrtve v naslednjo reinkarnacijo.
Nekatere legende pravijo celo, da ko srečaš koga, ki ga morda nikoli več ne boš, bodo žarkasti likorisi cveteli vzdolž tvoje poti. Morda tudi zaradi tovrstnih deprimirajočih legend Japonci pogosto uporabljajo te rože pri pogrebih. Priljubljeno japonsko ime te rastline je Higanbana (彼岸花, Higan bana) (彼岸花 Higan bana) in dobesedno pomeni dekorativno in prijetno cvetlico posmrtnega življenja v gokuraku jyōdo (極楽浄土, gokuraku jyōdo) (極楽浄土 gokuraku jyōdo).